# زندانیان فلسطینی در اسرائیل
آینده اسرا یا زندانیان فلسطینی بازداشت شده توسط اسرائیل در چارچوب مناقشه اسرائیل-فلسطین، جایگاهی محوری در پیشرفت روند صلح اسرائیل و فلسطین دارد. موارد محکومیت حبس شامل اتهامات تروریستم یا عضویت در یک «سازمان تروریستی غیرقانونی» مانند حماس یا قبل از توافق اسلو سازمان آزادیبخش فلسطین است، اما بر اساس برخی گزارش‌ها، فعالیت‌های سیاسی مانند برافراشتن پرچم فلسطین نیز در میان آنها وجود دارد. .  
در دسامبر ۲۰۱۱، ۴۷۷۲ زندانی امنیتی فلسطینی در زندان‌های اسرائیل دوران محکومیت خود را می‌گذراندند. از این تعداد ۵۵۲ نفر به حبس ابد محکوم بودند.
در آوریل ۲۰۲۲، ۴۴۵۰ زندانی امنیتی فلسطینی در زندان‌های اسرائیل وجود داشت - از جمله ۱۶۰ کودک، ۳۲ زن و بیش از ۱۰۰۰ " بازداشتی اداری " (به‌طور نامحدود بدون اتهام).
تعداد فلسطینی‌هایی که توسط سرویس زندان‌های اسرائیل (IPS) نگهداری می‌شوند از حدود ۵۵۰۰ نفر قبل از جنگ به حدود ۹۰۰۰ نفر تا ژانویه ۲۰۲۴ افزایش یافته است که شامل ده‌ها نوجوان و زن می‌شود. نزدیک به یک سوم از افرادی که در بازداشت هستند تحت بازداشت اداری هستند. علاوه بر این، ارتش صدها تن از ساکنان غزه را دستگیر کرده است، در حالی که حتی چهار ماه بعد هیچ اطلاعاتی در مورد وضعیت رفاهی، محل نگهداری و شرایط حبس آنها ارائه نکرده است.انجمن اسیران فلسطینی گفت که بیش از ۹۱۷۰ فلسطینی از کرانه باختری از ۷ اکتبر توسط اسرائیل دستگیر شده‌اند و هزاران نفر دیگر از غزه «به زور» ناپدید شده‌اند. این سازمان اعلام کرد که تعداد دقیق آنها ناشناخته است زیرا اسرائیل از افشای تعداد فلسطینی‌های غزه خودداری کرده است.

## بررسی اجمالی

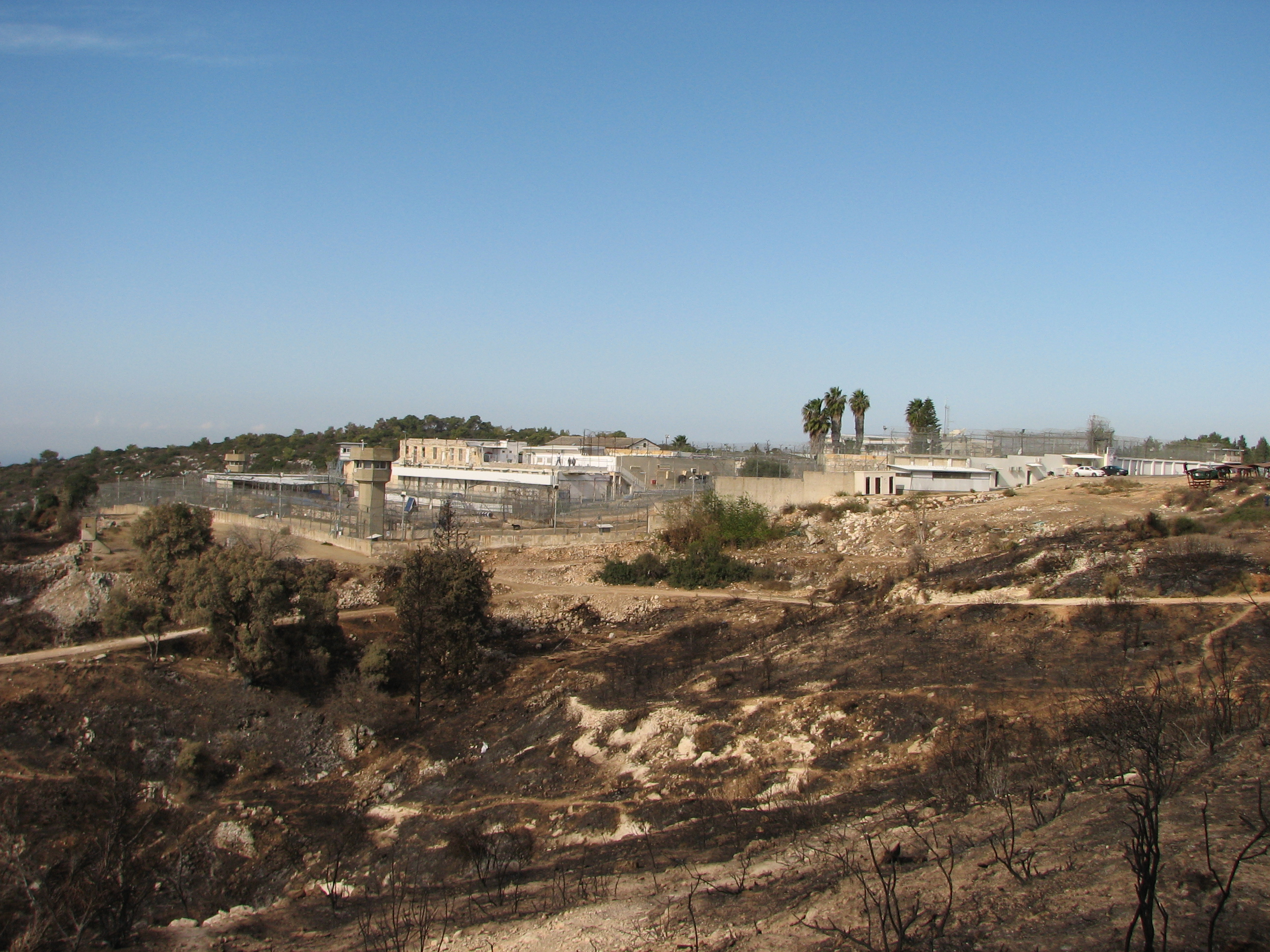
زندان دیمون، واقع در روستای خالی از سکنه فلسطینی خربت الدمون

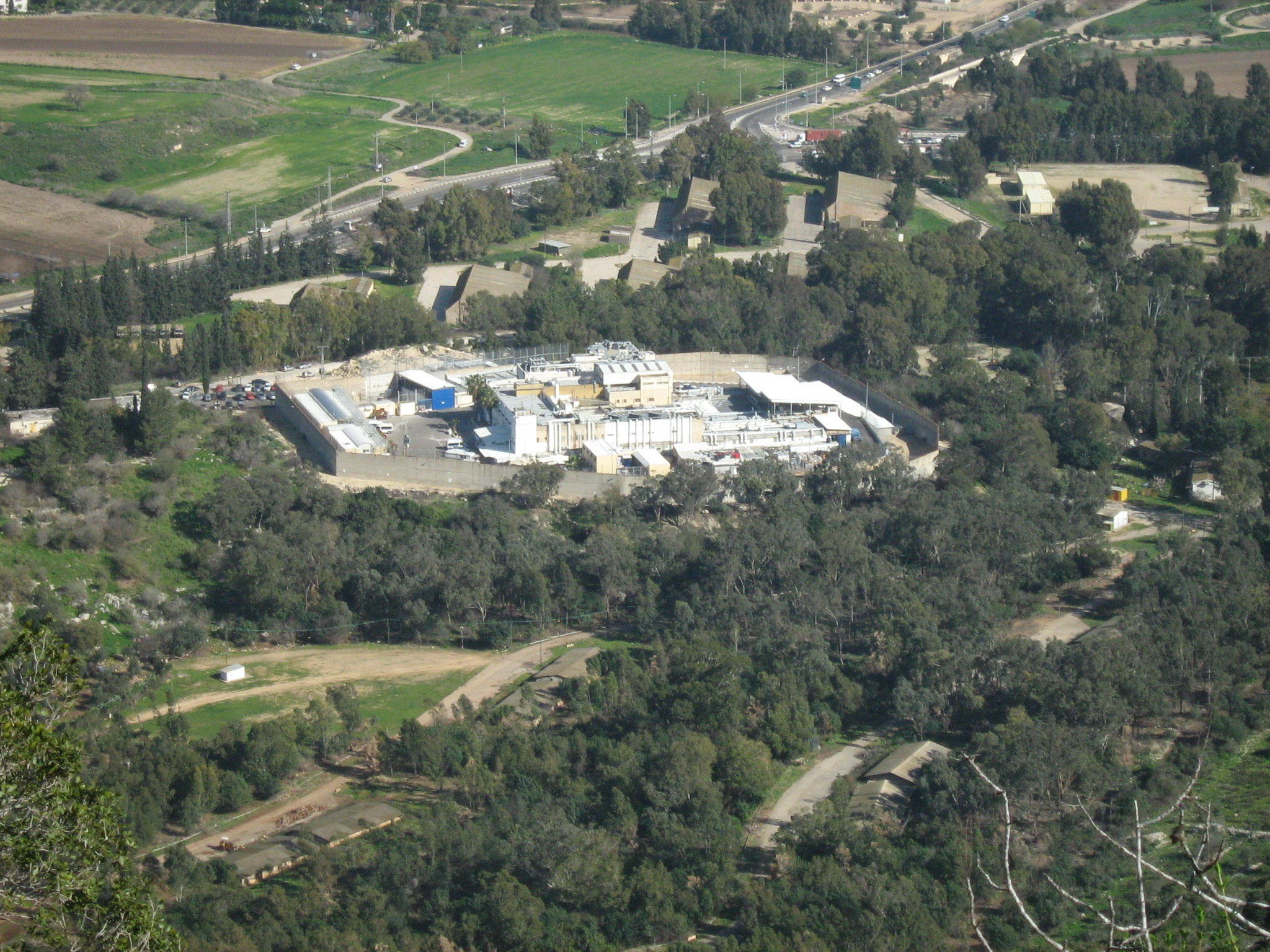
زندان جلمه (بازداشتگاه کیشون)، واقع در روستای خالی از سکنه فلسطینی الجلمه، حیفا.

سیستم دادگاه نظامی اسرائیل برای سرزمین‌های اشغالی، با الگوبرداری از سیستم دادگاه نظامی بریتانیا که در سال ۱۹۳۷ تأسیس شده بود،  در سال ۱۹۶۷ تأسیس شد و مرکز نهادی اشغالگری خوانده شده و در آن با فلسطینیان کرانه باختری به عنوان «غیرنظامیان خارجی» رفتار می‌شود. 
اقداماتی که این کشور اعمال می‌کند، که ترکیبی از عناصر اداری استعماری و حکومت نظامی است، نه تنها حوادث مربوط به توسل به خشونت، بلکه بسیاری از فعالیت‌های دیگر، اعتراضات غیرخشونت‌آمیز، بیانیه‌های سیاسی و فرهنگی و نحوه اجازه رفت و آمد یا معاشرت فلسطینیان با یکدیگر را پوشش می‌دهد. 
به گفته لیزا حجار، استاد جامعه‌شناسی، برخی از جنبه‌های مشکل‌زای سامانه ای که زندانیان فلسطینی در معرض آن هستند شامل بازداشت طولانی مدت مظنونان بدون امکان ارتباط با دیگران، ممانعت از دسترسی موکل به وکیلش، استفاده معمول از زور تحت بازجویی برای گرفتن اعتراف و ارائه «شواهد سری» است. 
صدها هزار فلسطینی از سال ۱۹۶۷ محاکمه شده‌اند. به گفته سریع مقدیسی، مجموع فلسطینی‌های زندانی توسط اسرائیل در سال ۲۰۰۵ به ۶۵۰۰۰۰ نفر رسید  به گفته تامار پلگ-سریک (۲۰۱۱) از این تعداد، ده‌ها هزار نفر تحت بازداشت اداری قرار گرفته‌اند.  نرخ حبس در طول انتفاضه اول (۱۹۸۷–۱۹۹۲) بالاترین میزان حبس در جهان بود - و نرخ محکومیت آنها از ۹۰ تا ۹۵٪ متغیر بود که در بیشتر موارد در ۹۷٪ موارد به واسطه توافقات دادخواست تضمین شده بود. بر اساس آمار صلیب سرخ، در دو دهه اول اشغال، از سال ۱۹۶۷ تا ۱۹۸۷، از هر سه فلسطینی، یک نفر، یعنی حدود ۵۰۰۰۰۰ نفر، توسط نیروهای اسرائیلی بازداشت شدند،  و در هر روز دادگاه‌ها مملو بود از «کودکان» در دستبند، زنانی که به سربازان التماس می‌کنند، و مردم مضطربی که وکلا را برای کسب اطلاعات جمع می‌کنند .»  پس از معاهده اسلو، دادگاه‌های شهرهای فلسطینی به منطقه ج بازگردانده شدند، که به دلیل سیستم مجوز، دسترسی وکلا و خانواده متهم به دادگاه‌ها را با مشکل مواجه کرد. 
شیوه خاص بازداشت اداری در ابتدا توسط انگلیسی‌ها برای مطیع کردن فلسطینی‌ها ایجاد شد، اما سپس به‌طور فزاینده ای برای مقابله با رفتار فعالان سیاسی یهودی و اعضای مظنون سازمان‌های شبه نظامی یهودی به کار گرفته شد. وکلای یهودی در ژوئیه ۱۹۳۶ استدلال کردند که آنها باید لغو شوند. داو یوسف نیز در سال ۱۹۴۸ استدلال کرد که این رویه، حکم قرار احضار زندانی را لغو کرده و منجر به حبس نابه جای فعالان یهودی توسط بریتانیایی‌ها شده است.  با این حال، دولت اسرائیل، با دستیابی به استقلال خود، این مجموعه از مقررات را در کتاب اساسنامه دولت جدید حفظ کرد.  ماده ۱۱۱ آن، فرماندهان نظامی را قادر می‌سازد تا هرکسی را بدون ارائه دلایل عمومی یا طرح اتهامات رسمی یا محاکمه، برای مدت حداکثر یک سال دستگیر و بازداشت کنند، هرچند بندی برای تمدید نامحدود هر شخصی که تحت این دستور بازداشت شده است وجود دارد.  کنوانسیون چهارم ژنو اجازه بازداشت را می‌دهد و ارتش اسرائیل بر اساس این سابقه‌ها ماده ۸۷ دستور مربوط به دستورالعمل‌های امنیتی خود را ابلاغ کرد و آن را به مواردی اعمال کرد که الزامات شواهد دادگاه‌های اسرائیل اجازه محکوم کردن مظنون را نمی‌داد.  نمونه‌های فاحش این عمل در اوایل اشغال رخ داد. تیسیر العاروری، استاد ریاضیات دانشگاه بیرزیت، شبانه در ۲۱ آوریل ۱۹۷۴ دستگیر و در ۱۸ ژانویه ۱۹۷۸ پس از تحمل ۴۵ ماه حبس بدون محاکمه یا اتهام، تنها پس از اعتراض عمومی عفو بین‌الملل آزاد شد. 
مایکل گلدشتاین در سال ۱۹۷۸، این نظام بازداشت را «انحراف عدالت کیفری» خواند، که اما ماهیتی موقتی دارد و توسط یک وضعیت جنگی مستمر دیکته شده است. او به اسراییل بابت خودداری از تبدیل آن به بخشی از نظام قضایی خود، بر خلاف نظام نظامی، اعتبار داد.  اسرائیل تنها در یک دوره پنج‌ماهه انتفاضه اول، ۱۹۰۰ فلسطینی را تحت حکم بازداشت اداری قرار داد.  در دهه ۲۰۰۰ تا ۲۰۰۹ تخمین زده می‌شد که در هر زمان بین ۶۰۰ تا ۱۰۰۰ فلسطینی سالانه تحت بازداشت اداری قرار می‌گرفتند.  عفو بین‌الملل اعلام کرد که در سال ۲۰۱۷ مقامات اسرائیلی به جای پیگرد کیفری برای بازداشت «صدها فلسطینی، از جمله کودکان، رهبران جامعه مدنی و کارکنان سازمان‌های غیردولتی، بدون اتهام یا محاکمه تحت دستورهای تجدیدپذیر، بر اساس اطلاعات پنهان شده از بازداشت‌شدگان و وکلایشان»، به بازداشت اداری ادامه می‌دهند و این که شمار بازداشت شدگان اداری به ۴۴۱ نفر می‌رسید. 
از جمله فلسطینی‌های سرشناسی که در سال‌های اخیر تحت این روند قرار داشته‌اند خالده جرار و احمد قطامش هستند که عفو بین‌الملل آنها را زندانی عقیدتی می‌داند.  

## تعداد زندانیان

### خردسالان
بر اساس گزارش بخش فلسطین بین‌المللی دفاع از کودکان (DCI/PS) در سال‌های ۲۰۰۰ تا ۲۰۰۹، ۶۷۰۰ فلسطینی بین ۱۲ تا ۱۸ سال توسط مقامات اسرائیلی دستگیر شدند. در سال ۲۰۰۹، در مجموع ۴۲۳ نفر در بازداشتگاه‌ها و بازجویی‌ها و زندان‌های اسرائیل نگهداری می‌شدند. در آوریل ۲۰۱۰ این تعداد به ۲۸۰ کاهش یافت. DCI/PS بیان می‌کند که این بازداشت‌ها در تضاد با قوانین بین‌المللی است. تا اوت ۲۰۱۳، ۱۹۳ کودک زیر سن قانونی زندانی شدند و به گفته اکونومیست، «تقریباً همه» با پابند و دستبند به دادگاه آورده شدند.
تخمین زده می‌شود که در ۲۰ سال گذشته حدود ۱۰۰۰۰ کودک فلسطینی در بازداشت نظامی نگهداری شده‌اند و سازمان نجات کودکان خاطرنشان کرد که آنها «تنها کودکانی در جهان هستند که به طور سیستماتیک در دادگاه‌های نظامی تحت پیگرد قانونی قرار می‌گیرند.» از ۲۰ نوامبر، نیروهای اسرائیلی ۸۸۰ کودک فلسطینی را در این سال دستگیر کرده بودند. کوچک‌ترین کودکی که توسط مقامات اسرائیلی در جریان آتش‌بس آزاد شد، احمد سلیمه، پسر ۱۴ ساله بود. سالیمه در ماه مه به دلیل پرتاب سنگ در یک شهرک یهودی نشین در قدس شرقی اشغالی دستگیر شد.

## نقض قوانین بین‌المللی

### تروریست‌ها در مقابل «اسیران جنگی»
در ژوئیه ۲۰۰۳، فدراسیون بین‌المللی حقوق بشر (FIDH) گزارش داد که «اسرائیل اسرای فلسطینی را به عنوان اسیر جنگی به رسمیت نمی‌شناسد.» در عوض با زندانیان به عنوان جنایتکاران یا تروریست‌هایی با انگیزه سیاسی رفتار می‌شود یا به جرایم تروریستی یا جرایم خشونت‌آمیز متهم می‌شوند یا بدون اتهام به صورت اداری بازداشت می‌شوند.
از سوی حامیان آرمان فلسطین استدلال شده است که بر اساس کنوانسیون ژنو، فلسطینی‌هایی که عضو سازمان‌های مقاومت مسلحانه هستند باید از وضعیت اسیر جنگی برخوردار شوند و تروریست نامیده نشوند.
موضع کنوانسیون ژنو در مورد فلسطینیانی که به دلیل فعالیت مسلحانه علیه نیروهای اسرائیلی بازداشت شده‌اند کاملاً روشن نیست. پروتکل الحاقی 1 - که در جریان درگیری‌های مسلحانه علیه اشغال‌های بیگانگان اعمال می‌شود (ماده 1 (4)) - به مبارزانی که یونیفورم نمی‌پوشند یا دارای علامت مشخص هستند، تا زمانی که آنها آشکارا در طول درگیری‌های نظامی سلاح حمل می‌کنند (به ماده ۴4 (3) مراجعه کنید) وضعیت رزمی قانونی (و در نتیجه وضعیت اسیر جنگی در صورت دستگیری) می‌دهد. با این حال، این پروتکل توسط اسرائیل تصویب نشده است.
سومین کنوانسیون ژنو ۱۹۴۹، که اسرائیل آن را تصویب کرده است، حفاظت محدودتری را ارائه می‌کند و به مبارزان جنبش‌های مقاومت سازمان‌یافته که شرایط مندرج در ماده 4 (2) از جمله «فرماندهی توسط فردی که مسئول زیردستان خود است" و "دارای یک علامت مشخص ثابت که از فاصله دور قابل تشخیص است" وضعیت اسیر جنگی را می‌دهد، و ماده 4 (6) از ساکنان سرزمین‌های غیر اشغالی که در برخی شرایط به‌طور خودجوش در برابر دشمن مقاومت می‌کنند، محافظت می‌کند.

### بازداشت اداری

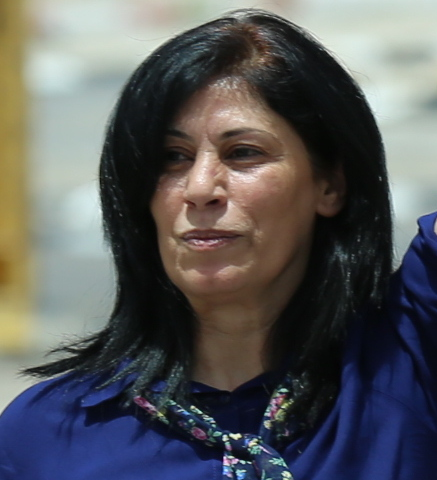
خالده جرار از اکتبر ۲۰۱۹ در بازداشت اداری به سر می‌برد.

عفو بین‌الملل اعلام کرده است که اسرائیل فلسطینی‌ها را برای مدت طولانی زندانی کرده است، بدون اینکه آنها را متهم کند یا محاکمه کند. اسرائیل گفته است که بازداشت بدون محاکمه یک اقدام امنیتی ضروری برای جلوگیری از افشای اطلاعات محرمانه در محاکمات است. اتحادیه اروپا از این سیاست انتقاد کرده است. در کرانه باختری، هر فرمانده محلی ارتش می‌تواند حکم بازداشت اداری صادر کند، و این حکم می‌تواند در دادگاه نظامی محلی، یا در صورت رد شدن در آنجا، در دادگاه عالی مورد تجدیدنظر قرار بگیرد. با این حال، دادگاه عالی تقریباً هرگز مداخله نمی‌کند.از ۷ اکتبر ۲۰۲۳، حکم «بازداشت اداری» برای ۹۳۹۲ فلسطینی از جمله زنان و کودکان صادر شده است تا اطمینان حاصل شود که آنها بدون اتهام یا محاکمه در زندان نگهداری می‌شوند. از این تعداد، ۳۳۹۸ نفر همچنان در زندان هستند.

## اتهامات نقض حقوق بشر
ارتش اسرائیل توسط سازمان‌های مدافع فلسطین به آزار زندانیان متهم شده است.کارشناسان مستقل حقوق بشر* هشدار دادند که گزارش‌های ادعایی شکنجه و خشونت جنسی در زندان Sde Teiman اسرائیل را در دست دارند، کارشناسان گزارش‌های مستدلی مبنی بر سوء استفاده گسترده، شکنجه، تجاوز جنسی و تجاوز جنسی، در میان شرایط وحشیانه غیرانسانی دریافت کردند که ظاهراً حداقل ۵۳ فلسطینی در طی ۱۰ ماه جان خود را از دست دادند.

### شکنجه بدنی
در سال ۲۰۰۰، گزارش رسمی اسرائیل شکنجه زندانیان در جریان انتفاضه اول را تأیید کرد. در این گزارش آمده است که رهبری شین بت از این شکنجه اطلاع داشتند اما هیچ کاری برای جلوگیری از آن انجام ندادند. سازمان‌های حقوق بشر ادعا می‌کنند که برخی از بازداشت شدگان مرده یا فلج شده‌اند.یکی از زندانیان به نام سفیان ابوصلاح در تماس تلفنی از بیمارستانی در غزه به رویترز گفت: «من با دو پا به زندان رفتم و با یک پا برگشتم.معزز عبایات ورزشکار ۳۷ ساله فلسطینی یکی دیگر از زندانیان کتزیوت اسرائیل بود، عبیات در ۲۷ اکتبر ۲۰۲۳ در خانه خود در شهر بیت لحم کرانه باختری به اتهام ارتباط با حماس بازداشت شد. او در ۹ ژوئیه بدون هیچ اتهامی از زندان آزاد شد عباات گفت که در زندان مورد آزار جسمی و روحی قرار گرفته است. او در گفت‌وگو با ABC News گفت: "در زندان روی سرم، با لوله‌های آهنی و ابزار فلزی ضربه زدند و دست راست و پایم را شکستند.
بر اساس اطلاعات پرسنل پزشکی و افشاگران اسرائیلی، بازداشت شدگان مجروح غزه «در یک بیمارستان صحرایی مستقر در محوطه Sde Teiman نگهداری می‌شدند، جایی که همیشه چشم‌هایشان را بسته بودند، دست‌ها و پاهایشان را به تخت‌هایشان بسته بودند. آنها از طریق نی تغذیه می‌شدند. «بازداشت شدگان گفتند که در مراکزی مانند قفس نگهداری می‌شدند، برای مدت طولانی برهنه شده بودند و فقط پوشک می‌پوشیدند. شهادت‌های آنها حکایت از چشم‌بند طولانی‌مدت، محرومیت از غذا، خواب و آب، و شوک الکتریکی و سوختن با سیگار داشت… برخی از زنان و مردان نیز از خشونت جنسی صحبت کردند. بر اساس این گزارش، اسرائیل همچنین اطلاعاتی در مورد سرنوشت یا محل نگهداری بسیاری از بازداشت شدگان ارائه نکرده است و کمیته بین‌المللی صلیب سرخ (ICRC) از دسترسی به تأسیساتی که آنها در آن نگهداری می‌شوند، محروم شده است.

## برنامه‌های آموزشی
در سال ۱۹۶۷، اسرای فلسطینی ابتدا از مداد و کاغذ محروم بودند. در پی اعتراضات زندانیان، دسترسی به خودکار، مداد، کاغذ، کتاب، روزنامه و نظارت بر پخش رادیویی اعطا شد. در هر زندان کتابخانه‌هایی تأسیس شد و دوره‌های سوادآموزی و زبان برگزار شد. به زندانیان جوان کلاس‌هایی برای آمادگی برای آزمون عمومی متوسطه ارائه شد. هزاران اسیر فلسطینی در زندان‌های اسرائیل زبان عبری را آموخته‌اند.